# Pierella lena
Pierella lena is een vlinder uit de onderfamilie Satyrinae en de familie Nymphalidae. De wetenschappelijke naam van de soort is gepubliceerd in 1767 door Carl Linnaeus.